# Монтегрино-Вальтравалья
Монтегрино-Вальтравалья, Монтеґрино-Вальтравалья (італ. Montegrino Valtravaglia) — муніципалітет в Італії, у регіоні Ломбардія,  провінція Варезе.
Монтегрино-Вальтравалья розташоване на відстані близько 550 км на північний захід від Рима, 70 км на північний захід від Мілана, 19 км на північ від Варезе.
Населення — 1501 особа (2014).

## Демографія
Населення за роками:

Станом на 1 січня 2023 року в муніципалітеті офіційно проживали 82 іноземці з 28 країн, серед них 29 громадян країн Євросоюзу та 9 громадян України.

## Сусідні муніципалітети
- Бриссаго-Вальтравалья
- Кадельяно-Віконаго
- Кременага
- Кульяте-Фаб'яско
- Джерміньяга
- Грантола
- Луїно
- Мезенцана